# Emplectonema rubea
Emplectonema rubea är en djurart som tillhör fylumet slemmaskar, och som beskrevs av Korotkevich 1977. Emplectonema rubea ingår i släktet Emplectonema och familjen Emplectonematidae. Inga underarter finns listade i Catalogue of Life.